# Cobanus scintillans
Cobanus scintillans là một loài nhện trong họ Salticidae.
Loài này thuộc chi Cobanus. Cobanus scintillans được Crane miêu tả năm 1943.